# 藤原良頼
藤原 良頼（ふじわら の よしより）は、平安時代中期の公卿。藤原北家中関白家、中納言・藤原隆家の長男。官位は正三位・権中納言。

## 経歴
三条朝末の長和4年（1015年）従五位下に叙爵し、後一条朝初頭の長和6年（1017年）正月に侍従に任ぜられる。同年4月に右衛門佐に遷ると、寛仁2年（1018年）右近衛少将、寛仁3年（1019年）従五位上、治安2年（1022年）正五位下、万寿元年（1024年）従四位下、万寿3年（1026年）左近衛少将と武官を務めながら昇進する。しかしこの間、4歳下の異母弟・経輔が先に治安2年（1022年）従四位下に叙せられており、後一条朝では昇進面でその後塵を拝すことになる。
万寿4年（1027年）春宮権亮に任ぜられ、後一条朝の後半は春宮・敦良親王にも仕えるとともに、万寿5年（1028年）従四位上、長元2年（1029年）右近衛中将、長元4年（1031年）正四位下、長元6年（1033年）左近衛中将と引き続き近衛次将を務めながら昇進を重ねた。
長元9年（1036年）4月に後朱雀天皇践祚と同時に蔵人頭となる。既に後一条朝末に蔵人頭を務めていた弟・経輔に2年遅れての補任であったが、同年12月に良頼は蔵人頭在任8ヶ月足らずで参議に任ぜられ公卿に列し、後任の蔵人頭に経輔が再任されている。参議任官後も左近衛中将を兼ね、後朱雀朝では長元10年（1037年）従三位、長久3年（1042年）正三位と経輔に先んじて昇進し、後冷泉朝初頭の寛徳2年（1045年）経輔と同時に権中納言に昇任した。
永承3年（1048年）6月4日薨去。享年47。最終官位は権中納言正三位兼右兵衛督。

## 官歴
注記のないものは『公卿補任』による。
- 長和4年（1015年） 正月5日：従五位下（修子内親王御給）
- 長和6年（1017年） 正月24日：侍従。4月3日：右衛門佐
- 寛仁2年（1018年） 正月27日：右近衛少将[2]
- 寛仁3年（1019年） 正月5日：従五位上（府労）。正月23日：兼伊予権介[2]
- 治安2年（1022年） 正月5日：正五位下（源倫子給）
- 治安3年（1023年） 正月10日：五位蔵人。正月12日：止伊予権介[2]
- 万寿元年（1024年） 正月5日：従四位下（少将労）。正月9日：還昇
- 万寿3年（1026年） 12月27日：左近衛少将
- 万寿4年（1027年） 3月16日：春宮権亮（春宮・敦良親王）
- 万寿5年（1028年） 2月19日：従四位上
- 長元2年（1029年） 正月24日：兼播磨介。3月11日：右近衛中将
- 長元4年（1031年） 正月5日：正四位下（春宮御給）
- 長元6年（1033年） 正月29日：左近衛中将、止播磨介[2]
- 長元9年（1036年） 4月17日：蔵人頭（践祚日）、止春宮権亮。12月8日：参議、中将如元[2]
- 長元10年（1037年） 正月5日：従三位。正月22日：兼周防権守
- 長久2年（1041年） 正月23日：兼修理大夫、止周防権守[2]
- 長久3年（1042年） 正月23日：正三位（造宮賞）。正月29日：備前守
- 長久5年（1044年） 正月1日：服解（父）。正月30日：復任
- 寛徳2年（1045年） 10月23日：権中納言（超俊家）、止兼官[2]
- 寛徳3年（1046年） 2月26日：兼右兵衛督
- 永承3年（1048年） 6月4日：薨去。9月2日：薨奏

## 系譜
- 父：藤原隆家
- 母：藤原宣斉（景斉）の娘
- 妻：源経房娘
  - 男子：藤原良基（1023-1075）
- 妻：藤原周子 - 藤原伊周の次女
- 生母不明の子女
  - 男子：藤原忠俊
  - 男子：藤原家基
  - 男子：良朝
  - 男子：親快
  - 女子：源基平室
  - 女子：藤原基貞室

源基平に嫁いだ娘が生んだ外孫源基子が後三条天皇の寵愛を受けて、実仁親王・輔仁親王を生み、一時有力な皇位継承候補者となった。